# Chiesa della Natività di San Giovanni Battista (Contà)
La chiesa della Natività di San Giovanni Battista  è la parrocchiale a Flavon, frazione di Contà, e risale al XIII secolo.

## Storia

### Fondazione e primi secoli

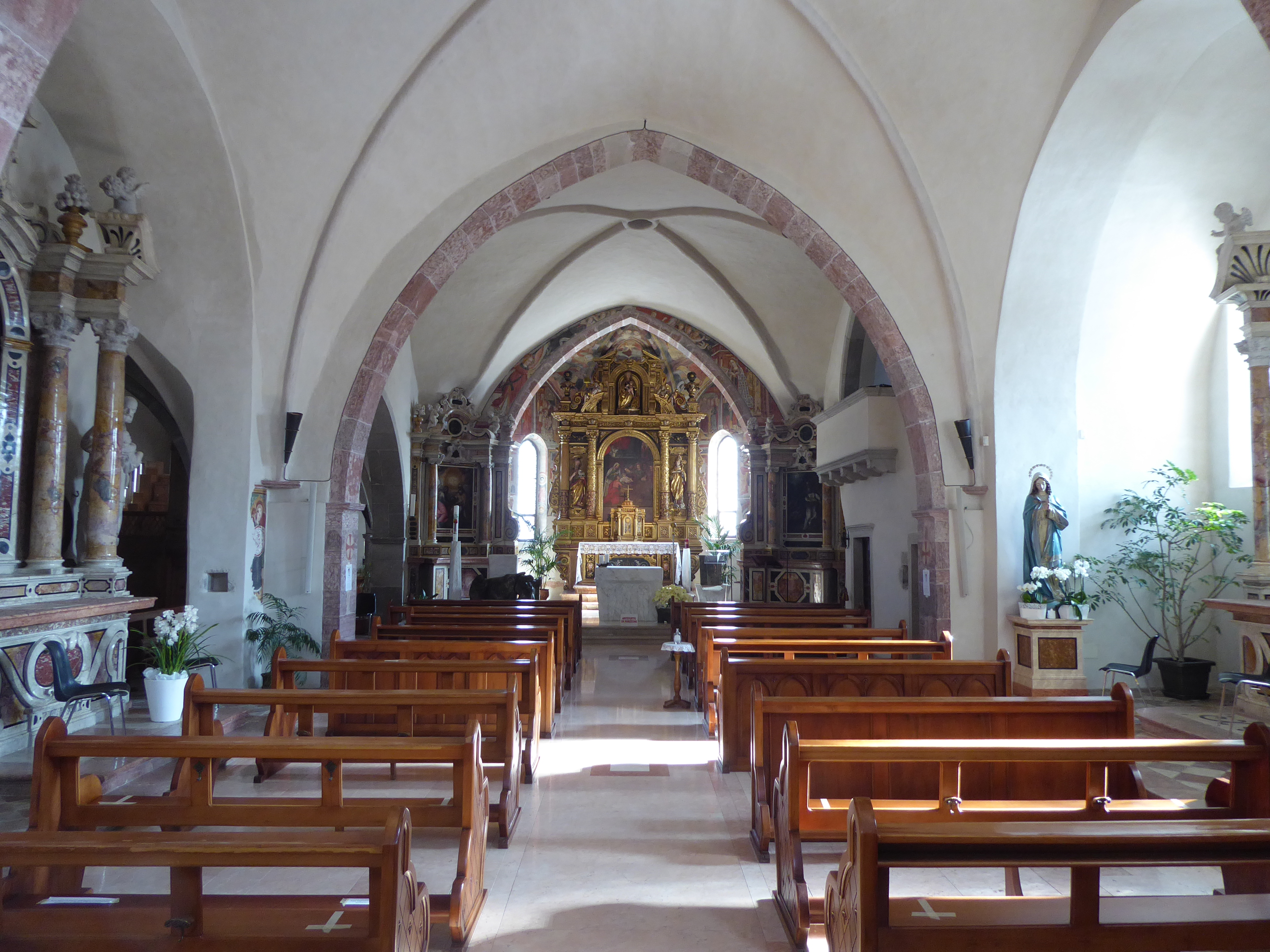
Interno

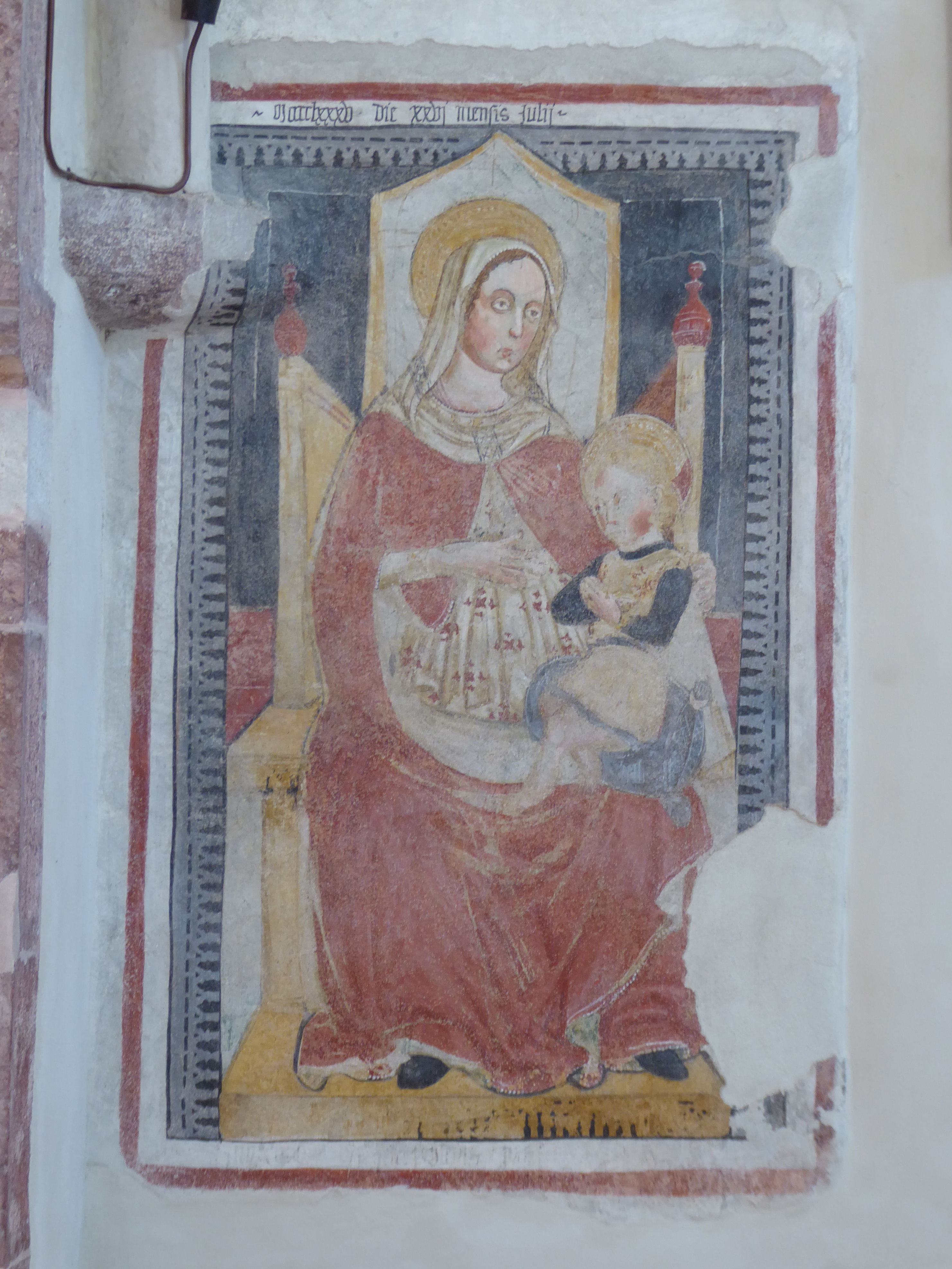
Affresco della Maestà

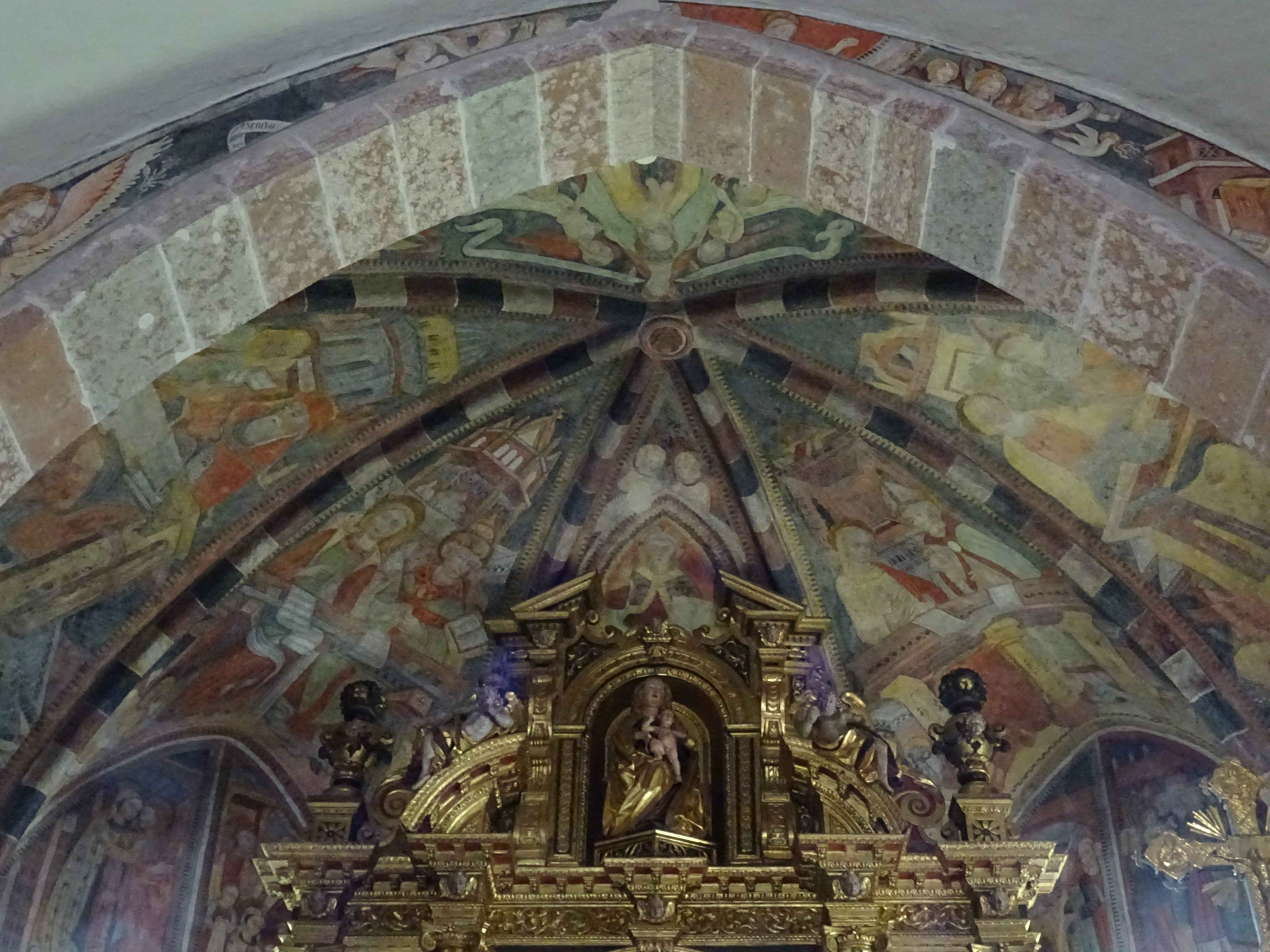
Affreschi del presbiterio

La pieve di Flavon viene documentata a partire dal 1242 e nel 1290 viene ricordato un suo sacerdote.
Scavi recenti hanno rivelato la presenza di una seconda abside, a nord della chiesa, con tracce di affreschi risalenti al XIV secolo.
A partire dalla metà del XV secolo l'edificio fu oggetto di una ristrutturazione che ne ampliò le dimensioni
con una struttura absidale principale e due ad essa tangenti, arrivando alla pianta che ci è pervenuta.
Il ciclo pittorico degli affreschi dell'abside si data attorno al 1485 ed è attribuito ad Angelo Baschenis.
La consacrazione solenne venne officiata nel 1558 da Mariano Mano, suffraganeo del principe vescovo di Trento Cristoforo Madruzzo.
Durante il XVII secolo la chiesa fu oggetto di vari interventi. Nel 1616 fu rivista la zona del coro, venne rinnovata l'imbiancatura e fu sistemato il camposanto. Nel 1676 furono costruite due nuove cappelle laterali.
Dopo la metà del secolo successivo si aggiunsero decorazioni all'esterno ed all'interno, e la torre campanaria ebbe una nuova campana.
Il campanile venne rivisto nella sua copertura, che ci è arrivata e permette di riconoscere la chiesa nel panorama del paese, nel 1844. Pochi anni dopo si sistemò il sagrato e lentamente si smise di utilizzare il cimitero accanto alla chiesa, spostando il nuovo camposanto in zona decentrata. Si continuò con gli interventi di ristrutturazione e, nel 1875, vennero sostituite due campane che si erano rotte.
Il secolo si chiuse con il rifacimento della copertura del tetto e lo spostamento dell'ingresso secondario legato alla cappella Spaur. La pavimentazione della sala venne rifatta con cemento a due colori.

### Dal XX secolo
Il XX secolo vide molte nuove modifiche all'edificio.
Nel 1904 si iniziò a lavorare al nuovo organo e nel 1906 si ampliò la sacrestia.
Dopo la fine del primo conflitto mondiale vennero fuse nuove campane per sostituire le tre requisite dagli austriaci nel 1916 e quella tolta nel 1918, rimpiazzate nel 1929 dalla ditta Colbacchini di Bassano del Grappa. La più piccola fu sostituita. Nel 1932 venne restaurata la facciata riportandola al suo aspetto originario. Pochi anni dopo furono sostituite le grandi vetrate e, durante il secondo conflitto mondiale, continuarono lavori sugli affreschi (riscoperti in quel momento dopo una loro imbiancatura precedente), fu rifatta la copertura e costruita una nuova cantoria.
Dopo la metà del secolo iniziarono vari cicli di interventi. Furono sistemati banchi nuovi nella navata, fu realizzato l'adeguamento liturgico, il castello campanario venne reso più solido con una struttura metallica elettrica e, negli ultimi anni del secolo, venne installato un sistema anti intrusioni e si procedette con una revisione generale per proteggere la chiesa da infiltrazioni di umidità e, inoltre, per valorizzarne e ripulirne le decorazioni ad affresco, in marmo e in legno.
Un ultimo ciclo di restauri conservativi si è realizzato tra 2003 e 2008. Tra i lavori realizzati negli interni si ricordano il restauro della navata minore, la sistemazione delle quote della pavimentazione, il riposizionamento del fonte battesimale e la sistemazione degli arredi.
Nel 2006, conclusi i lavori di adeguamento, Luigi Bressan, arcivescovo metropolita di Trento, benedì la chiesa.

## Descrizione

### Struttura
Orientata ad est, la chiesa è circondata dal terreno dell'antico cimitero. La facciata a due spioventi presenta al centro il portale architravato con finestra a lunetta e timpano affrescato, protetto da un tettuccio. Il portale rinascimentale cinquecentesco, simile a quelli di Santa Maria Assunta di Cles e Santi Gervasio e Protasio di Denno, è scolpito nella pietra calcarea bianca e rossa e presenta medaglioni in nero di Ragoli. La decorazione del timpano, datata 1752, fu realizzata da Giuseppe Poda e raffigura l'Agnello mistico.
A sinistra si eleva il campanile, con un orologio a ogni lato. La cella campanaria, senza soluzione di continuità con il fusto, presenta quattro monofore. 
All'interno, la navata maggiore, coperta da volte a crociera costolonate, è divisa in tre campate da coppie di pilastri. In corrispondenza della seconda campata si aprono due cappelle simmetriche, risalenti alla seconda metà del XVII secolo. Nella terza campata a sinistra si apre una sorta di navata minore, nella quale è situata la cappella Spaur, coperta da volte a crociera costolonate. A sinistra della Cappella è presente la lapide in pietra bianca e rossa di Bartolomeo Spaur, scolpita per suo volere nel 1554, prima della sua morte. Nella cappella è murata la cosiddetta "lapide di Massimino", la parte frontale di un sarcofago romano del III secolo, ritrovata sotto l'altare maggiore intorno al 1470, quando il principe vescovo Giovanni Hinderbach la ritenne la lapide del vescovo di Trento Massimino, vissuto all'inizio del VII secolo.
Attualmente la cappella ospita un Crocifisso datato 1550, di ambito tedesco e forse un tempo posizionato sull'arco santo, ridipinto però nel 1652, facendo perdere parte della drammaticità originale (vene bluastre e grosse gocce di sangue).
Oltre l'arco santo a sesto acuto, con ai lati i due altari laterali, si apre il presbiterio, rialzato di due gradini. Al centro dell'abside poligonale è presente l'altare maggiore ligneo. 

### Gli altari
La chiesa presenta cinque altari:

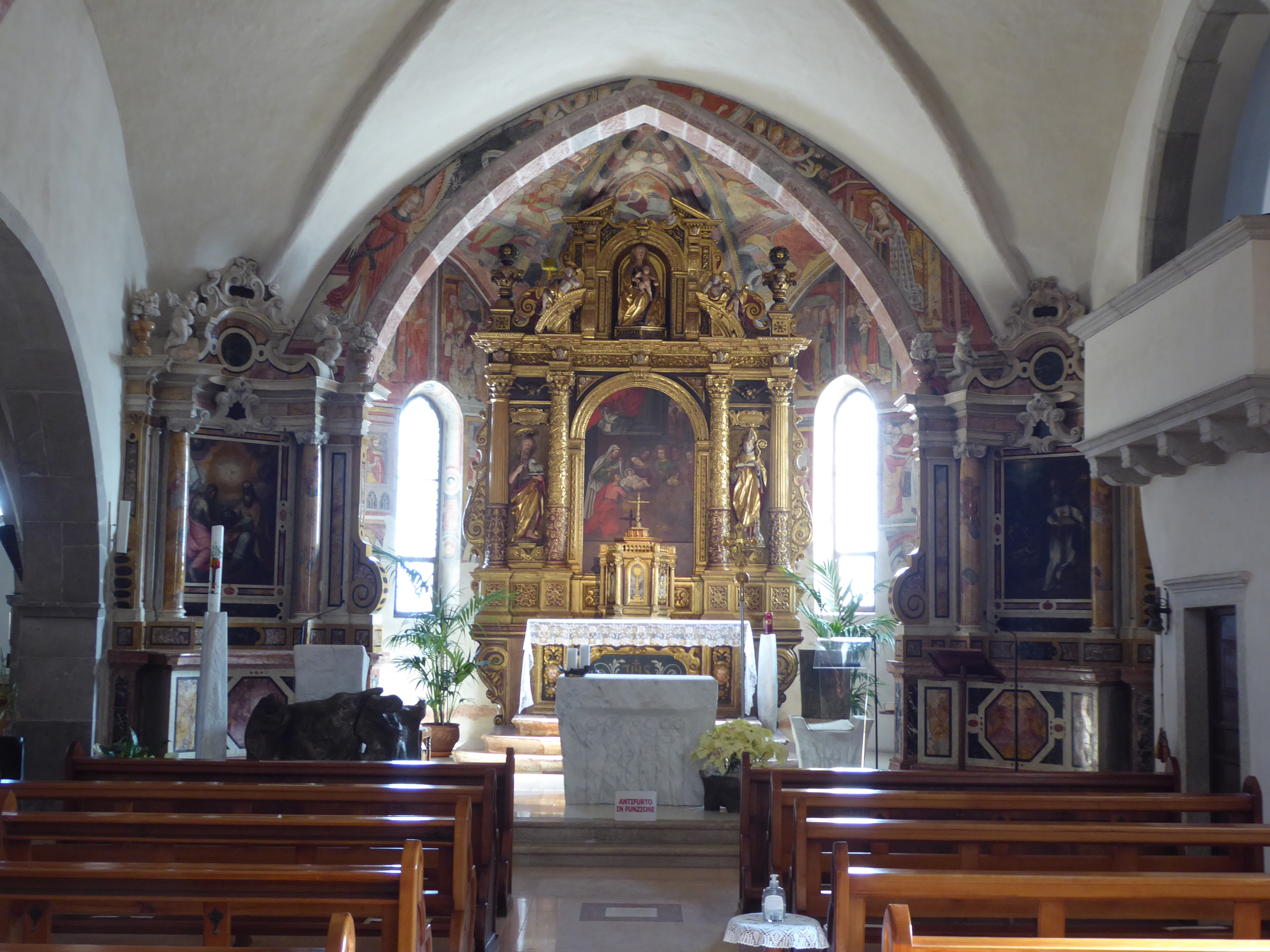
L'altare maggiore e i due altari laterali marmorei

- l'altare maggiore, in legno policromo, attribuito alla bottega di Giovanni Battista Ramus. L'altare fu realizzato intorno al 1652 e probabilmente l'intagliatore attivo nelle valli di Non e di Sole fu affiancato dal figlio Giovanni Simone.[10] Sull'altare sono poste tre statue cinquecentesche: la Madonna in trono con Bambino (alla sommità della struttura) e San Giovanni Battista, opere di un ignoto intagliatore della Germania meridionale della fine del XV secolo e quella di San Vigilio (sulla destra), attribuita da Nicolò Rasmo[11] a Sisto Frei (che realizzò il gruppo scultoreo della Crocifissione nel Duomo di Trento nel 1501).[12] La pala dell'altare maggiore rappresenta la Natività di San Giovanni Battista. La tela (221x132 cm) risale alla seconda metà del Seicento ed è avvicinabile ai modi di Carlo Pozzi.[13] La tela fu restaurata nel 1882 dall'artista Leonardo Campochiesa, attivo anche nella vicina chiesa del Santissimo Redentore, che attuò una parziale ridipintura.[14][15] Nel 2007 inoltre Paul dë Doss Moroder ha realizzato l'arredo liturgico del presbiterio (mensa, sede presbiteriale, ambone) in pietra chiara e bronzo dorato.[16]
- L'altare laterale sinistro, in marmo di Castione, a lato dell'arco santo, della prima metà del XVIII secolo, attribuito a Cristoforo Benedetti o alla bottega dei Sartori di Castione per via dei rapporti dei lapicidi con la famiglia Spaur e la somiglianza con gli altari laterali, realizzati da Giovanni Battista Sartori, della chiesa del Cuore di Gesù a Garniga Terme.[17] L'altare, consacrato nel 1751 dal vescovo coadiutore Leopoldo Ernesto Firmian insieme agli altri altari laterali[18], contiene la tela (121x80,5 cm) della Santissima Trinità, realizzata da Giovan Battista Rovedata.
- L'altare laterale destro, in marmi policromi di Castione, del tutto simile a quello sinistro, con la pala (121x82,5 cm) di Sant'Antonio Abate, firmata da Giovan Battista Rovedata  e datata 1619, con un paesaggio boscoso dietro ai diavoli tentatori che tormentano il santo.[19]
- L'altare della cappella laterale sinistra, in marmi policromi, dedicato alla Madonna del Rosario, poi Madonna dell'Aiuto. Attribuito a Teodoro Benedetti (prima metà del Settecento),[20]  presenta a sinistra la statua di Sant'Anna e a destra quella di San Giuseppe col Bambino, attribuite da Andrea Bacchi a Domenico Molin, scultore di origini bolzanine che si stabilì a Mori dal 1732.[21] Presenta una piccola tela (70x53 cm), di autore ignoto, della prima metà del XVIII secolo rappresentante la Madonna dell'Aiuto, con in metallo traforato pietre semipreziose e due coroncine. L'opera è una riproduzione del celebre Mariahilf di Lucas Cranach il Vecchio.[22] Sotto la cornice del quadro sono dipinti due angioletti in aria sopra delle montagne, dietro le quali sorgono il sole e la luna, attribuibili al pittore originario di Flavon, Giuseppe Poda.[23]
- L'altare della cappella laterale destra, in marmi policromi, dedicato a san Sebastiano e san Filippo Neri, attribuito a Teodoro Benedetti vista la somiglianza con l'altare della cappella sinistra. L'altare presenta una pala (239,5x132 cm) realizzata nel 1770 da Giuseppe Poda, raffigurante i Santi Sebastiano e Filippo Neri.[24]

### Gli affreschi di Angelo Baschenis
Nel 1942 furono rimessi in luce gli affreschi, nascosti dalla tinteggiatura in calce della seconda metà del Cinquecento.
- La volta dell'abside[25]:
  - la vela centrale con il Cristo in mandorla, con la destra in atto di benedire e nella sinistra la Bibbia;
  - nelle quattro lunette le figure di un evangelista e un Dottore della Chiesa: San Luca e San Girolamo, San Matteo e San Gregorio, San Giovanni e Sant'Agostino, San Marco e Sant'Ambrogio;
  - nell'ultima volta la scena dell'Incoronamento di Maria da parte del Figlio;
  - nel retro dell'arco santo Adamo ed Eva.
- Sulle pareti absidali la storia di San Giovanni Battista, nel registro superiore[26]:
  - nella lunetta superiore la scena della Annunciazione della nascita del figlio Giovanni al sacerdote Zaccaria;
  - nella successiva lunetta due sequenze: l'Incontro tra Maria ed Elisabetta e la Nascita di Giovanni Battista;
  - dietro l'altare maggiore la Glorificazione di Gesù Crocifisso, con sulla sinistra Giovanni Battista;
  - un'altra lunetta divisa in due scene, raffigurante la Scelta del nome Giovanni e la Circoncisione;
  - l'ultima lunetta del registro superiore, nella quale è rappresentato Giovanni Battista in preghiera e penitenza e Il battesimo di Gesù Cristo.
- Nel registro inferiore[26]:
  - sulla prima parete a sinistra Giovanni Battista che predica sulle rive del Giordano, l'altra metà del riquadro è compromessa;
  - un altro riquadro raffigura l'Incarcerazione di Giovanni nella prigione di Macheronte e Salomè in dialogo con la madre;
  - dietro all'altare il Banchetto di Erode, con la danza di Salomè;
  - a fianco la Decapitazione di Giovanni Battista;
  - si prosegue con la Presentazione a Erodiade della testa di Giovanni e il Corteo funebre presente alla sepoltura;
  - la sequenza si chiude con la visione parziale della Deposizione di Giovanni Battista nella tomba.

Il registro inferiore riporta le raffigurazioni degli Apostoli, dei quali l'unico riconoscibile è San Matteo. L'apertura di nicchie ha compromesso l'identificazione integrale della rappresentazione. Sull'arco santo, rivolta verso la navata, è raffigurata poi l'Annunciazione, con a sinistra l'arcangelo Gabriele e a destra Maria e la Colomba dello Spirito Santo. Sulla parete destra della navata è affrescata una Madonna in trono con il Bambino, datata 26 luglio 1485. Sulla parete di fronte è invece rimasta la raffigurazione di San Nicola da Tolentino.

### Altre opere
La chiesa conserva poi altri dipinti degni di nota, in particolare due tele attribuite a Mattia Lampi, un tempo appese nella sacrestia e ora vicino all'organo sulla parete sinistra dell'aula. Le due opere, realizzate nella seconda metà del XVIII secolo, raffigurano San Bartolomeo che maledice l'idolo pagano e il Martirio di San Bartolomeo.